# Priónia
Priónia är en ort i Grekland.   Den ligger i prefekturen Nomós Grevenón och regionen Västra Makedonien, i den centrala delen av landet, 290 km nordväst om huvudstaden Aten. Priónia ligger 752 meter över havet och antalet invånare är 146.
Terrängen runt Priónia är kuperad. Runt Priónia är det glesbefolkat, med 10 invånare per kvadratkilometer. Närmaste större samhälle är Kraniá, 7,4 km väster om Priónia. I omgivningarna runt Priónia växer i huvudsak blandskog.